# John Kenneth Galbraith
John Kenneth Galbraith   (Iona Station, 15 d'octubre de 1908 - Cambridge, 29 d'abril de 2006) fou un important economista canadenc-estatunidenc del segle xx. La seva obra combina elements de l'institucionalisme crític, ja que dona un paper central a les institucions i en particular a les organitzacions industrials amb una política econòmica pròpia dels keynesians més progressistes.
El seu estil senzill i accessible ha fet populars els seus llibres més controvertits (i més criticats per altres economistes) sobre com la realitat i la teoria econòmica sovint van per camins diferents.

## Biografia
Galbraith nasqué a Iona Station, a l'estat d'Ontario (Canadà). Es graduà al "Ontario Agricultural College", avui en dia Universitat de Guelph i posteriorment realitzà un màster i un doctorat a la Universitat de Califòrnia a Berkeley.
Durant la Segona Guerra Mundial, Galbraith treballà a l'"Oficina d'Administració de Preus". Acabada la guerra se li encomanà un estudi sobre els bombardejos estratègics dels EUA i els seus aliats i conclogué que els bombardejos no escurçaren la guerra ans al contrari (la qual cosa li costà enemistats amb alguns alts càrrecs de l'administració). Posteriorment, esdevingué conseller de les administracions de postguerra a Alemanya i al Japó.
En 1949, Galbraith fou nomenat professor d'economia a la Universitat Harvard. Fou també editor de la revista Fortune.
Amic del President dels EUA John F. Kennedy fou nomenat per Kennedy Ambaixador dels EUA a l'Índia del 1961 al 1963. Allà intentà ajudar el govern indi a desenvolupar la seva economia. Durant la seva estada, ajudà també un dels primers departaments de ciència informàtica al "Indian Institute of Technology" a Kanpur (Uttar Pradesh).
El seu fill, James K. Galbraith, és també un destacat economista.

## Conceptes
Aquests conceptes són algunes de les aportacions més rellevants de Galbraith a l'economia:
- El poder compensador
- La saviesa convencional
- El mite de la sobirania del consumidor
- El desequilibri social
- Els imperatius de la tecnologia
- La tecnoestructura
- Nou estat industrial